# Lai Fang-mei
Lai Fang-mei, född 30 december 1960, är en taiwanesisk bågskytt. Hon deltog vid olympiska sommarspelen 1988 och olympiska sommarspelen 1992.